# Jacobus
Vous pouvez aider à l'améliorer ou bien discuter des problèmes sur sa page de discussion.
- Cet article biographique nécessite des références supplémentaires pour assurer sa vérifiabilité. (Marqué depuis mars 2021)

- Archive Wikiwix
- Bing
- Cairn
- DuckDuckGo
- E. Universalis
- Gallica
- Google
- G. Books
- G. News
- G. Scholar
- Persée
- Qwant
- (zh) Baidu
- (ru) Yandex
- (wd) trouver des œuvres sur Wikidata

Pour les articles homonymes, voir Jacobus (homonymie).
Jacobus est un rappeur acadien originaire de la Nouvelle-Écosse, de son vrai nom Jacques Alphonse Doucet. Il est la moitié du groupe Radio Radio et Jacobus & Maleco. Il se produit aujourd'hui seul sous le nom de Jacobus. Son dernier album Caviar (2019) est sorti le 1er février 2019. 

## Biographie

### Carrière musicale
En 2018, il évolue à nouveau pour redevenir Jacobus et laisser place à la fête, l’humour et à la démesure avec la sortie prochaine d’un nouvel album. Quelque part entre introspection et hédonisme, entre questionnements et déhanchements, entre rap et électro, le voici qui tente de réconcilier la candeur de sa jeunesse et le raffinement d’un trentenaire.
Après la sortie de son premier album solo, "Le retour de Jacobus", Jacobus cherche à redéfinir la musique moderne et actuelle, ainsi qu'à rendre le rap acadien plus accessible et pertinent. Accompagné de ses deux nouveaux acolytes Dj Uniper et Kenan Belzner lance aujourd'hui About Moi, première étape d'un périple musical qui se veut résolument plus électro.

#### Caviar
Le 1er février 2019 il sort son album "Caviar", comprenant les tubes "The Art Of Manliness", "Faire la Fête (featuring Pierre Kwenders)".

## Discographie
- 2003 : Jacobus et Maleco – La gueule de bois (participation aux paroles et à l'écriture)
- 2004 : Jacobus et Maleco – Icette pour de bon Chanson thème du Congrès mondial acadien jeunesse Participation (participation aux paroles et à l'écriture)
- 2005 : Jacobus et Maleco – Walla Walla 2005 (participation aux paroles et à l'écriture)
- 2006 : Jacobus et Maleco avec Ghislain Poirier (participation aux paroles et à l'écriture)
- 2007 : Radio Radio - Télétélé Ep (participation aux paroles et à l'écriture)
- 2007 : Télé Télé (Indépendant)
- 2008 : Radio Radio – Cliché Hot (participation aux paroles et à l'écriture)
- 2008 : Cliché Hot
- 2009 : Radio Radio – Belmundo Regal
- 2010 : Belmundo Regal
- 2012 : Radio – Radio Havre de Grâce et Havre de Grâce Édition Deluxe
- 2014 : Radio Radio – Ej Feel Zoo
- 2016 : Radio Radio – Light the Sky
- 2017 : Jacobus et Maleco - Prequel  (TIDESHOOL)
- 2017 : Jacques Jacobus - Le Retour de Jacobus  (DuPrince)
- 2019 : Caviar (Indica Records)

## Vidéo
Jacques Alphonse Doucet – Scénarisation du vidéoclip « Galope »
Jacques Alphonse Doucet - Havrer à la Baie (2013)
CV COLLECTIF RADIO RADIO / Jacobus et Maleco / Jacques Jacobus

## Prix et nominations
(mars 2021).

### 2005
- Nomination de l'album Walla Walla 2005 : East Coast Music Awards Catégorie : album hip hop, album francophone de l’année

### 2008 - 2009 (Cliché Hot)
- Prix RIDEAU/ACADIE
- Nomination au Gala de l’ADISQ: Vidéoclip de l’année (Jacuzzi)
- Nominations au Gala de l’ADISQ: Album hip-hop de l’année et Révélation de l’année
- Nomination pour la chanson Cliché Hot: l’ADISQ Catégories : album hip hop, révélation de l’année

### 2010 - 2011 (Belmundo Regal)
- Independent Music Award Rap / Hip Hop Album Félix de la Réalisation de l'album de l'année avec Sébastien Blais-Montpetit, ADISQ
- Prix GAMIQ pour Vidéoclip de l’année (Dekshoo) et Album Hip-Hop de l’année
- Prix Nova Scotia Music Award dans la catégorie Groupe francophone de l'année
- Prix Miroir du Festival d’Été de Québec Meilleur spectacle de musiques urbaines et actuelles
- Prix Édith-Butler de la Fondation professionnelle des auteurs et compositeurs du Québec
- Prix Éloizes Artiste s'étant le plus illustré à l’extérieur de l’Acadie
- Révélation Musique de Radio-Canada
- Nominations à l'ADISQ: Groupe de l'année et Metteur en scène de l'année
- Nomination aux Juno Awards: Album Francophone de l'Année
- Nomination aux Indie Awards: Artiste francophone/Groupe de l'année
- Nomination aux East Coast Music Awards: Enregistrement Pop de l’Année
- Nominations au Gala de l’ADISQ: Auteur-compositeur de l’année, Album de l’année - Hip-Hop, Pochette d'album de l'année, Prise de son et mixage de l'année.
- Nomination dans la courte liste pour le Prix Polaris
- Nomination au Nova Scotia Music Awards: Album hip-hop de l'année et Album de l'année et Artiste Francophone / Album de groupe de l'année

### 2012 – 2013 (Havre de Grâce)
- Gagnant East Coast Music Awards: l'Enregistrement de l'année - Rap/Hip-Hop
- Gagnant Félix de l'Album de l'année - Hip-hop, ADISQ Prix Étoiles Galaxie
- Nomination à l'ADISQ: Groupe de l'année
- Nomination aux CBC Radio 3 Bucky Awards: Best Reason To Learn French
- Nomination aux Independent Music Awards: Short Form Music Video pour le vidéo de Guess What? réalisé par Jonathan Bensimon

### 2014 – 2015 (Ej Feel Zoo)
- Prix SiriusXM Indies 2015 pour Artiste / Groupe francophone de l'année
- Prix ECMA 2015 pour l'Enregistrement rap/hip-hop de l’année
- Nominations aux ECMA 2015 pour Enregistrement de l’année par un groupe, Choix du public - Vidéoclip (Ej feel zoo), Vidéoclip de l'année (Ej feel zoo)
- Nominations à l’ADISQ 2014 pour Groupe de l’année et Album de l’année - Hip-hop-

### 2017 - (Le retour de Jacobus)
- Nomination Trille Or vidéo clip, Export Onatio, Artist de l’année, Album music urbaine
- Gagnant East Coast Music Awards: l'Enregistrement de l'année - francophone
- Nominations à l’ADISQ 2017 pour Album de l’année - Hip-hop-

## Concerts
- 2008 : Osheaga, Pop Montréal, Festival du 400e de la ville Québec, Festival de la chanson de Tadoussac, Musiqu'en nous, Francoforce , Festival Franco-Ontarien, Gala de l’ADISQ , Transmission, Coup de cœur, Francophone, FrancoFête en Acadie, M pour Montréal, Spécial fin d’année Infoman, Francofolies de Montréal
- 2009 : CMW, Festival de Théâtre de rue de Lachine, Woodstock en Beauce, Festival acadien de Caraquet, Canadian Music Week, Bal des Neiges, Electronic Fields
- 2010 : SXSW, CMJ, Festival International de Louisiane, Canada Day in England (Trafalgar Square, Londres), Les Eurockéennes de Belfort, Nova Scotia Music Week, Halifax Pop Explosion, Pop Montreal, TIFF (Toronto International Film Festival), Polaris Music Prize Gala, Festival d'été de Québec, Shaz Fest, St-Jean dans Villeray, Nuit Blanche de Bande à part, Olympics Jeux d'hiver 2010 (Vancouver)
- 2011 : Festival Chorus (Paris), Printemps de Bourges, Francofolies de Spa, FrancoFolies de Montréal, Festival de la Poutine, Woodstock en Beauce, Festival Elek Zik (Rodez, FR), Canada Games, Junofest
- 2012 : Festival INTL de Louisiane, Pop Montréal, Francofolies de Montréal, Festival d'été de Québec, Festivoix de Trois-Rivières, Festival Acadien de Caraquet, Festival Cartonfolies (Cabano), Festival Acadien de Clare, Festival Acadien de la Nouvelle-Acadie, Mega Big Bang (Cantley), MaMA Festival (Paris, FR), Festival House of Paint (Ottawa), Festival de musique émérgente en Abitibi-Témiscamingue, Osheaga
- 2013 : Festival du voyageur (Winnipeg)
- 2014 : Festival international de Louisiane, FrancoFolies de Montréal, Festibière de Gatineau, Festival d’été de Québec, Festivoix de Trois-Rivières, Festival la nuit des toiles, La Grosse Lanterne, Festival de la Gibelotte de Sorel-Tracy, Beau’s Oktoberfest, Francophonie en fête.
- 2015 : FrancoFolies de Montréal, Panamania, Festival de L’Outaouais en Fête, Festival du Voyageur, Jeux du Canada, Les 5 ans du Summum, FrancoFEST, La Franco-Fête de la communauté urbaine de Toronto, Le Festif!, International des montgolfières de Saint-Jean-sur-Richelieu, Festival de la Poutine de Drummondville, Festival de l’Outaouais émergent.
- 2016 : Francofolies de Montréal (Jacobus et Maleco) Festival d'été de Québec (RadioRadio)
- 2017 : Francofolies de Montréal (Jacques Jacobus) Festival d'été de Québec (Jacques Jacobus)

## Autres apparitions
- 2011 : Telus - Jacuzzi (Radio Radio)
- 2013 : Aubenerie - Cargué dans ma chaise (Radio Radio)
- 2014 : Vidéotron - Nouvelle Affaire (Radio Radio)
- 2017 : Telus - Wow (boogat feat Radio Radio)
- 2018 : Telus - On perd la tête (LGS feat Jacobus)